# Samir Abd al-Fattah
Samir Hamid Abd al-Fattah (arab. سمير حامد عبد الفتاح) – egipski zapaśnik walczący w stylu klasycznym. Złoty medalista mistrzostw Afryki w 1988. Mistrz arabski w 1987 roku.